# Bolbitis moranii
Bolbitis moranii är en träjonväxtart som beskrevs av J.B.Jiménez. Bolbitis moranii ingår i släktet Bolbitis och familjen Dryopteridaceae. Inga underarter finns listade.